# Adèle Exarchopoulos
Adèle Exarchopoulos (IPA: [a'dɛl ɛgzaʁkɔpu'lɔs]) (Parigi, 22 novembre 1993) è un'attrice francese, vincitrice della Palma d'oro a Cannes, di un Critics' Choice Movie Award, di un Premio César e di un National Board of Review Award per La vita di Adele.

## Biografia
Nasce nel XIV arrondissement di Parigi, figlia di Didier Exarchopoulos, un insegnante di chitarra di origine greca da parte di padre, e di Marina Niquet, un'infermiera. Ha due fratelli minori, Baptiste ed Émile. All'età di nove anni i genitori la convincono a iniziare a recitare per vincere la sua timidezza.
Nel 2005, a 12 anni, debutta nel film Martha. Nel 2006 recita per la prima volta in televisione nella serie R.I.S. Police scientifique. Nel 2007 ha un ruolo nella pellicola Boxes. Nel 2013, insieme alla collega Léa Seydoux, recita nel film La vita di Adele, vincitore della Palma d'oro alla  66ª edizione del Festival di Cannes: tale interpretazione, grazie alla quale vince numerosi riconoscimenti, tra cui un Premio César per la migliore promessa femminile, la consacra inoltre a sex symbol per via della trama sessualmente esplicita dell'opera di Abdellatif Kechiche.
Negli anni seguenti non saranno infrequenti altre apparizioni senza veli di Exarchopoulos sul grande schermo, come in Le Fidèle - Una vita al massimo o in Generazione Low Cost, che provocheranno un clamore anche superiore alle opere stesse; una situazione che porta l'attrice, nel 2022, a dare un taglio col nudo davanti alla cinepresa, anche in relazione alla sua maternità. Nel 2023, recita in Je verrai toujours vos visages, un film di Jeanne Herry, circondata da un cast che include Gilles Lellouche, Leïla Bekhti e Miou-Miou.

## Vita privata
È stata legata sentimentalmente all'attore francese Jérémie Laheurte, con il quale ha recitato ne La vita di Adele. Compagna del rapper di origine maliana Doums dal 2016 al 2021, nel 2017 dà alla luce un figlio, Ismaël.

## Filmografia

### Cinema
- Martha, regia di Jean-Charles Hue - mediometraggio (2005)
- Boxes, regia di Jane Birkin (2006)
- I ragazzi di Timpelbach (Les Enfants de Timpelbach), regia di Nicolas Bary (2008)
- Tête de turc, regia di Pascal Elbé (2009)
- Vento di primavera (La Rafle), regia di Roselyne Bosch (2010)
- Chez Gino, regia di Samuel Benchetrit (2011)
- Carré blanc , regia di Jean-Baptiste Leonetti (2011)
- Des morceaux de moi, regia di Nolwenn Lemesle (2013)
- La vita di Adele (La Vie d'Adèle - Chapitres 1 & 2), regia di Abdellatif Kechiche (2013)
- I Used To Be Darker, regia di Matthew Porterfield (2013)
- Qui vive, regia di Marianne Tardieu (2014)
- Voyage vers la mère, regia di Mikhail Kosyrev-Nesterov (2014)
- M, regia di Sara Forestier (2014)
- Rochemort, regia di Jonathan Helpert (2014)
- Les Anarchistes, regia di Élie Wajeman (2015)
- Il tuo ultimo sguardo (The Last Face), regia di Sean Penn (2016)
- Eperdument, regia di Pierre Godeau (2016)
- Quattro vite (Orpheline), regia di Arnaud des Pallières (2016)
- Le Fidèle - Una vita al massimo (Le Fidèle), regia di Michaël R. Roskam (2017)
- Nureyev - The White Crow (The White Crow), regia di Ralph Fiennes (2018)
- Sibyl - Labirinti di donna (Sibyl), regia di Justine Triet (2019)
- Revenir, regia di Jessica Palud (2019)
- Mandibules - Due uomini e una mosca (Mandibules), regia di Quentin Dupieux (2020)
- BAC Nord, regia di Cédric Jimenez (2021)
- Generazione Low Cost (Rien à foutre), regia di Emmanuel Marre e Julie Lecoustre (2021)
- Les Cinq Diables, regia di Léa Mysius (2022)
- Fumare fa tossire (Fumer fait tousser), regia di Quentin Dupieux (2022)
- Passages, regia di Ira Sachs (2023)
- Le ladre (Voleuses), regia di Mélanie Laurent (2023)
- Guida pratica per insegnanti (Un métier sérieux), regia di Thomas Lilti (2023)
- The Animal Kingdom (Le Règne animal), regia di Thomas Cailley (2023)
- Je verrai toujours vos visages, regia di Jeanne Herry (2023)
- L'amore che non muore (L'Amour ouf), regia di Gilles Lellouche (2024)
- L'Accident de piano, regia di Quentin Dupieux (2025)

### Televisione
- R.I.S. Police scientifique – serie TV (2006)

### Doppiatrice
- Elemental, regia di Peter Sohn (2023) - Solo nell'edizione francese
- Inside Out 2, regia di Kelsey Mann (2024)

## Doppiatrici italiane
Nelle versioni in italiano delle opere in cui ha recitato, Adèle Exarchopoulos è stata doppiata da:
- Emanuela Ionica in Generazione Low Cost, The Animal Kingdom
- Benedetta Degli Innocenti in Passages, L'amore che non muore
- Sabine Cerullo in I ragazzi di Timpelbach
- Chiara Gioncardi in Vento di primavera
- Alessia Amendola in La vita di Adele
- Veronica Puccio ne Il tuo ultimo sguardo
- Gaia Bolognesi in Quattro vite
- Sara Ferranti in Le Fidèle - Una vita al massimo
- Valentina Favazza in Nureyev - The White Crow
- Martina Tamburello in Sibyl - Labirinti di donna
- Gianna Gesualdo in Mandibules - Due uomini bianchi
- Eva Padoan in Le ladre
- Perla Liberatori in Guida pratica per insegnanti

Da doppiatrice è sostituita da:
- Deva Cassel in Inside Out 2

## Premi e riconoscimenti
- 2013 - Festival di Cannes

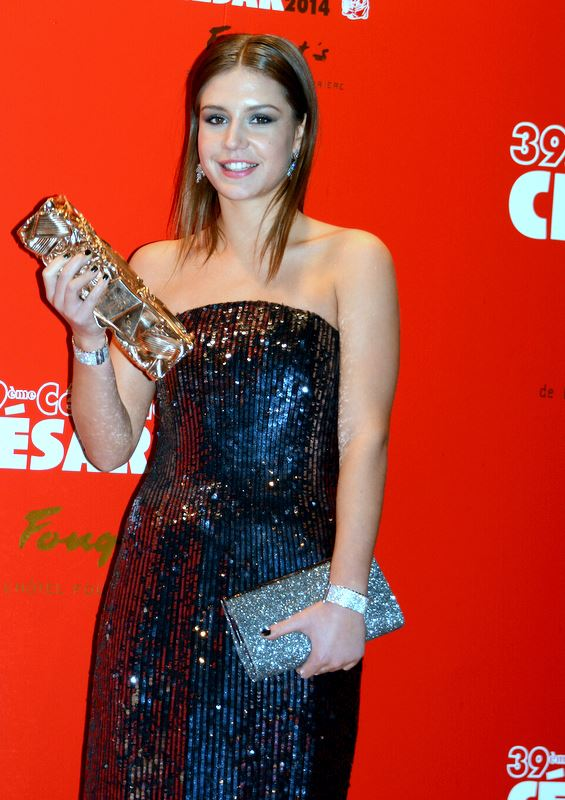
Adèle Exarchopoulos vincitrice del Premio César 2014 alla migliore promessa femminile

  - Palma d'oro a Abdellatif Kechiche, Adèle Exarchopoulos e Léa Seydoux per La vita di Adele

- 2013 - National Board of Review Awards
  - Miglior attrice rivelazione per La vita di Adele

- 2013 - New York Film Critics Circle Awards
  - Candidatura miglior attrice protagonista per La vita di Adele

- 2014 - Premio César
  - Miglior promessa femminile

- 2014 - Premio Lumière
  - Rivelazione femminile

- 2014 - Critics' Choice Movie Award
  - Miglior giovane interprete per La vita di Adele

- 2014 - Satellite Awards
  - Candidatura Miglior attrice per La vita di Adele

- 2014 - National Society of Film Critics Award
  - Candidatura Miglior attrice per La vita di Adele

- 2022 - Premio César
  - Candidatura Miglior attrice non protagonista per Mandibules - Due uomini e una mosca

- 2023 - Premio César
  - Candidatura Migliore attrice per Generazione Low Cost